# Rio Bresle
O rio Bresle em Bouvaincourt-sur-Bresle entre Incheville e Eu (Sena Marítimo)
O rio Bresle é um rio costeiro do noroeste da França que desagua no canal da Mancha em Tréport na Côte d'Albâtre, e que tem comprimento de 68 a 72 km consoante as fontes, e que atravessa os departamentos de  Oise, Somme e Seine-Maritime.
Ao longo do seu percurso o rio Bresle atravessa 30 comunas, entre as quais:
- Departamento de Oise (60): Abancourt, Quincampoix-Fleuzy
- Departamento de Somme (80): Senarpont, Gamaches, Beauchamps, Bouvaincourt-sur-Bresle, Mers-les-Bains
- Departamento de Seine-Maritime (76) : Aumale, Vieux-Rouen-sur-Bresle, Hodeng-au-Bosc, Nesle-Normandeuse, Blangy-sur-Bresle, Incheville, Ponts-et-Marais, Eu, Le Tréport.